# Шарме (Шарант)
Шарме (фр. Charmé) насеље је и општина у западној Француској у региону Поату-Шарант, у департману Шарант која припада префектури Ангулем.
По подацима из 2011. године у општини је живело 367 становника, а густина насељености је износила 32,14 становника/km². Општина се простире на површини од 11,42 km². Налази се на средњој надморској висини од 75 метара (максималној 131 m, а минималној 63 m).

## Демографија
| 1962. | 1968. | 1975. | 1982. | 1990. | 1999. | 2011. |
| ----- | ----- | ----- | ----- | ----- | ----- | ----- |
| 427   | 452   | 397   | 410   | 411   | 407   | 367   |

График промене броја становника у току последњих година